# 電脳少女はーちゃん。
電脳少女はーちゃん。（でんのうしょうじょはーちゃん。、9月8日 - ）は日本の女性アニソンDJ。

## 経歴・人物
80年代のアニメから最新のアニメ、アンセム曲からマイナー曲まで幅広い選曲にて会場を沸かせている。都内近郊のアニソンイベント（アニクラ）を中心に活動。アニソンDJ以外にも、ボカロ、アイドルといったジャンルのDJも得意としている。CDJから活動をはじめ、現在はPCDJ。YouTubeはーちゃんねる。では、アナログDJにも挑戦中。
【好きな漫画・アニメ】名探偵コナン、ソウルイーター、ポケットモンスター、僕のヒーローアカデミア 等。
【好きなアーティスト】LiSA、sphere、寿美菜子、May'n等。
【オフィシャルキャラクター】GEROKO（ゲロコ）。

## 略歴
2010年 DJデビュー。DJ活動を開始する。
2013年 9月 「TOKYO GAME SHOW 2013」NumarkブースにてMixTrack ProII デモストレーションにて出演。
同年 Numarkのエンドーサーとなる。
2014年 「アリオdeアイドルVol.1」にて、ひめキュンフルーツ缶、アリス十番のオープニングアクトとしてDJを披露。
2014年   YouTubeにて「はーちゃん☆ねる」をスタート、同年終了。
2014年6月27日　『オレサマジック。Vol.2』に出演。出演者：ORESAMA／yun*chi／RRRRRRR／AMIAYA /電脳少女はーちゃん。
2014年 8月23日 イースタン・リーグ公式戦 北海道日本ハムファイターズ VS 埼玉西武ライオンズ戦（鎌ケ谷スタジアム）にて
「鎌スタ☆アイドル祭り」を開催。スライムガールズ、C-ZONE7、Peekaboo 出演。電脳少女はーちゃん。は、MC＆DJにて出演。
2014年 9月21日 夏色キセキの聖地でもある下田市で開催された「Black Ships -黒船-」に出演。夏色キセキ 花木優香のコスプレにてDJを披露。
2016年12月22日　ageHa、ASOBISYSTEM、m-floの強力タッグで開催の『ASOBONENKAI』に出演。
出演者：m-flo／CAPSULE／PKCZ®／MITOMI TOKOTO／CYBERJAPAN DANCERS／中田ヤスタカ etc
2017年 6月30日 渋谷eggmanにて行われた、元JUDY AND MARY 五十嵐公太プロデュース モノクローム1stワンマンライブ オープニングDJとして出演。CDジャケット撮影時などの、MiLa（ギターヴォーカル）のヘアメイクも担当。
2017年 8月10日 夏の宴2017@ディファ有明に、DJ出演（でぃすあに枠）。
2017年 11月 新宿JAMで行われた、ライブイベント「鬼面フラッシュ」のOPDJ、転換DJで出演。
2017年12月 YouTubeチャンネル 「はーちゃんねる。」再始動。動画では、アナログDJにも挑戦中。
2018年8月4日『君の名は。』の聖地でもある、岐阜県飛騨高山（会場：音色）で初めて開催されるアニソンDJイベントに、出演。
2019年3月 O-nestで、初となるアニソン系DJイベント TSUTAYA O-nest Presents A-nest!!!に出演。
2019年6月 元ベイビーレイズJAPAN「りおトン」こと、渡邊璃生さんのYouTubeチャンネル『りおさんのゲーム倉庫』にコメント拾い＆撮影機材いじり担当で、声のみで出演中。
2019年7月26日 初プロデュースイベントとなる、池袋虜 Presents「PUSH!!!」を開催。9nineの佐武宇綺さん、桃知みなみさんなど豪華出演陣が出演。
現在、アニソンDJとしてアニクラ、イベントなどにて活動中...